# Sennenhund

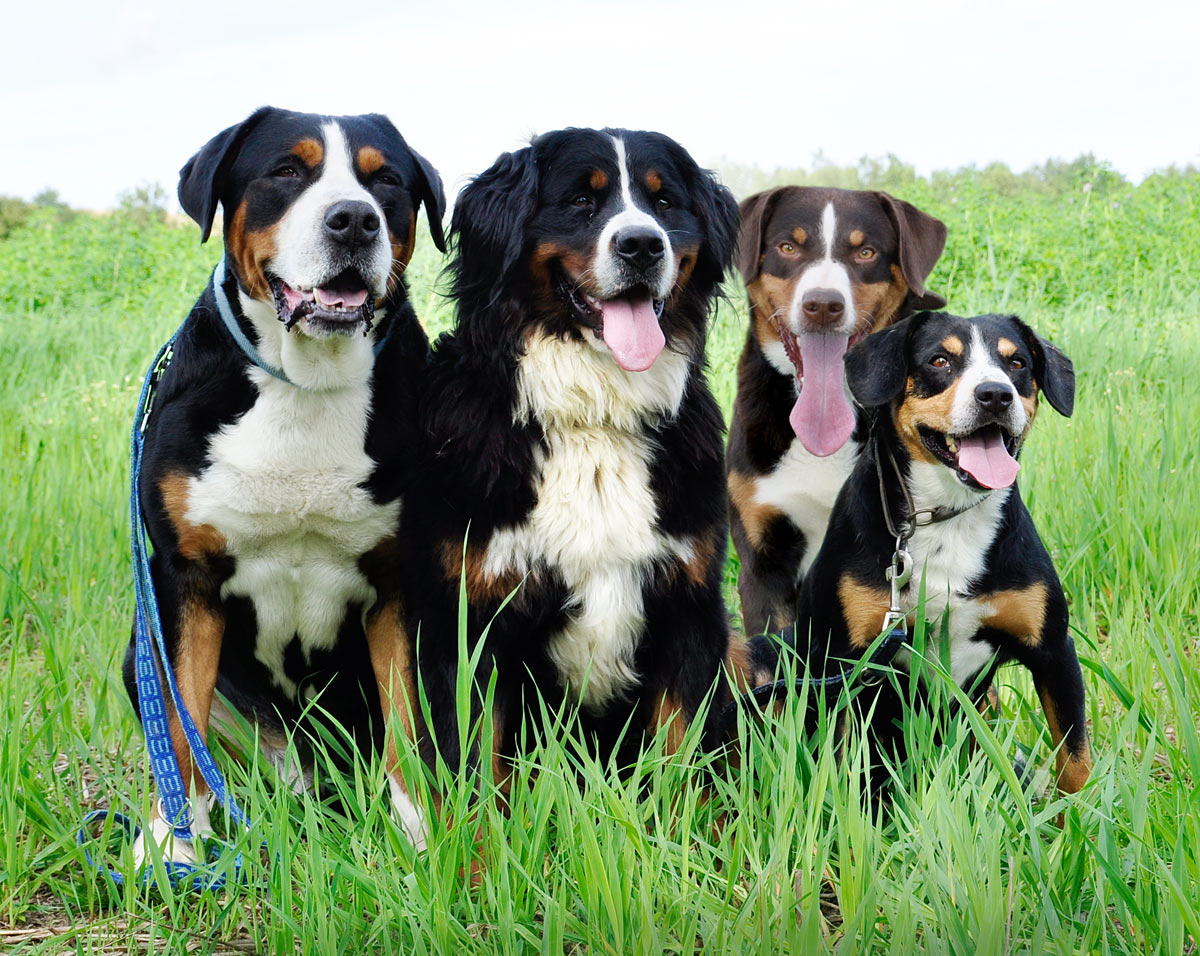
Vertreter der vier heutigen Sennenhund-Rassen

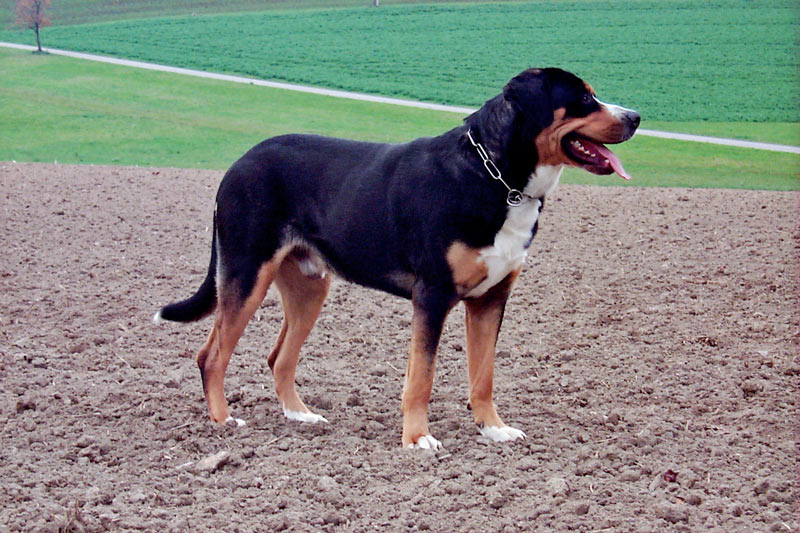
Grosser Schweizer Sennenhund

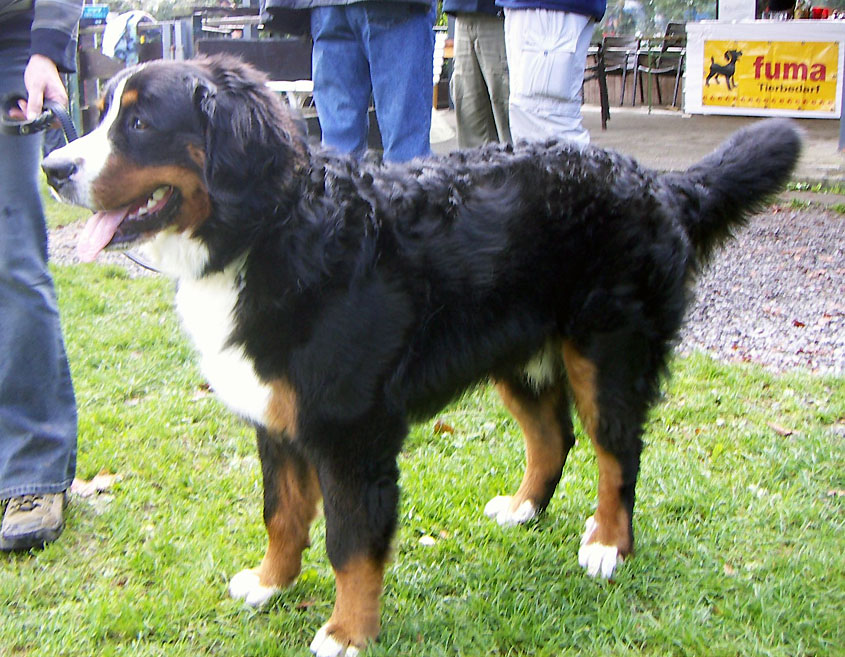
Berner Sennenhund

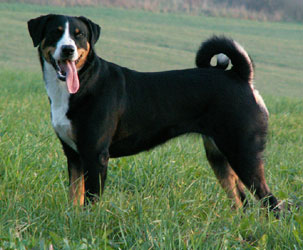
Appenzeller Sennenhund

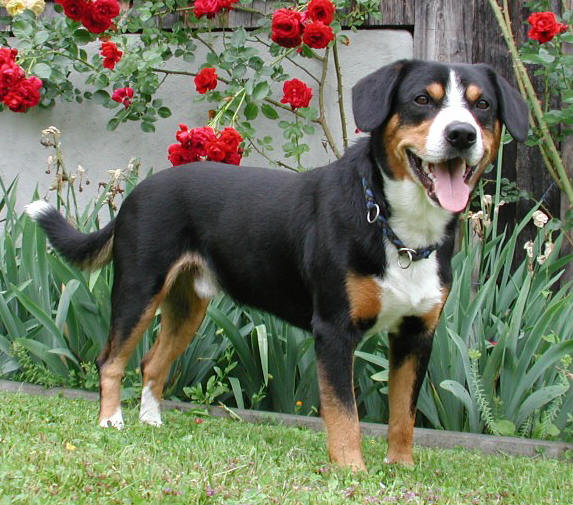
Entlebucher Sennenhund

Mit dem Namen Sennenhund werden die Bauernhunde der Schweizer bezeichnet. Die Bezeichnung ist vom Senn, dem Alpenhirten, abgeleitet.

## Sennenhunderassen
Von den Schweizer Sennenhunden gibt es vier verschiedene Hunderassen  (der Größe nach geordnet, beginnend mit der größten und schwersten Rasse):
- Grosser Schweizer Sennenhund
- Berner Sennenhund
- Appenzeller Sennenhund
- Entlebucher Sennenhund

## Herkunft und Geschichtliches
Die ursprünglichen Hunde der Sennen hatten kaum eine Ähnlichkeit mit den heutigen Rassen, charakteristisch waren lediglich der stämmige Körperbau und der kurze, breite Schädel. Die heutigen Farben kamen vor, waren aber nur eine Variante. Die Aufgabe der Hunde war vielfältig: Treiben des Viehs auf die Hochweiden, Alp oder Alm genannt, Bewachen der Herde, aber auch das Bewachen von Haus und Hof. Die kleinen Hunde (Appenzeller und Entlebucher Sennenhund) wurden traditionell vor allem für das Treiben von Rinderherden benutzt, während die großen (Berner und Grosser Schweizer Sennenhund) als Zug-, Wach- und Herdenschutzhunde eingesetzt wurden. Hauptzuchtziel war ein dieser Funktion entsprechendes Verhalten unabhängig vom Aussehen der Hunde. Mit der Ausrottung großer Raubtiere in den Alpen waren auch keine Herdenschutzhunde mehr nötig, ihr Einsatz ist aktuell vor dem Hintergrund der Wiederansiedlung von Raubtieren (vor allem Wolf) Forschungsgegenstand.
Die Standardisierung der heutigen Sennenhunde geschah Anfang des 20. Jahrhunderts, noch um 1900 tauchte die Bezeichnung in keinem Hundebuch auf. Die Entwicklung von Hunden als eigene Rasse hat manchmal in einem Zufall ihren Ursprung. Zum Beispiel fiel einem Richter, Albert Heim, auf einer Ausstellung unter den Berner Sennenhunden ein besonderes, kurzhaariges, großes Exemplar von gutem Körperbau auf. Er forderte den Halter auf, den großen Schweizer Sennenhund in Ehren zu halten und die Rasse zu retten. Der Berner, damals noch Dürrbächler genannt, wurde erst bekannt, als Freunde den Halter einiger Exemplare überredeten, in einer Hundeschau aufzutreten.

## Verwandte Rassen
Die Zucht der Bernhardiner durch die Mönche von Sankt Bernhard geht auf die Sennenhunde zurück. Auch der Rottweiler stammt vom gleichen Genpool.

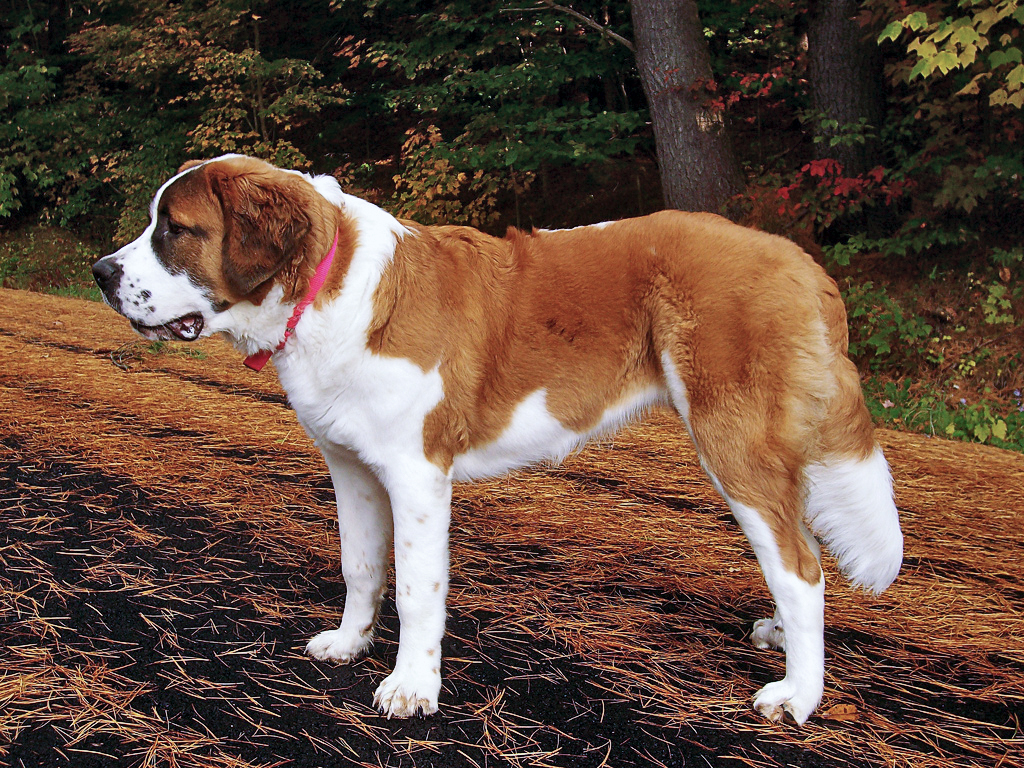
Bernhardiner
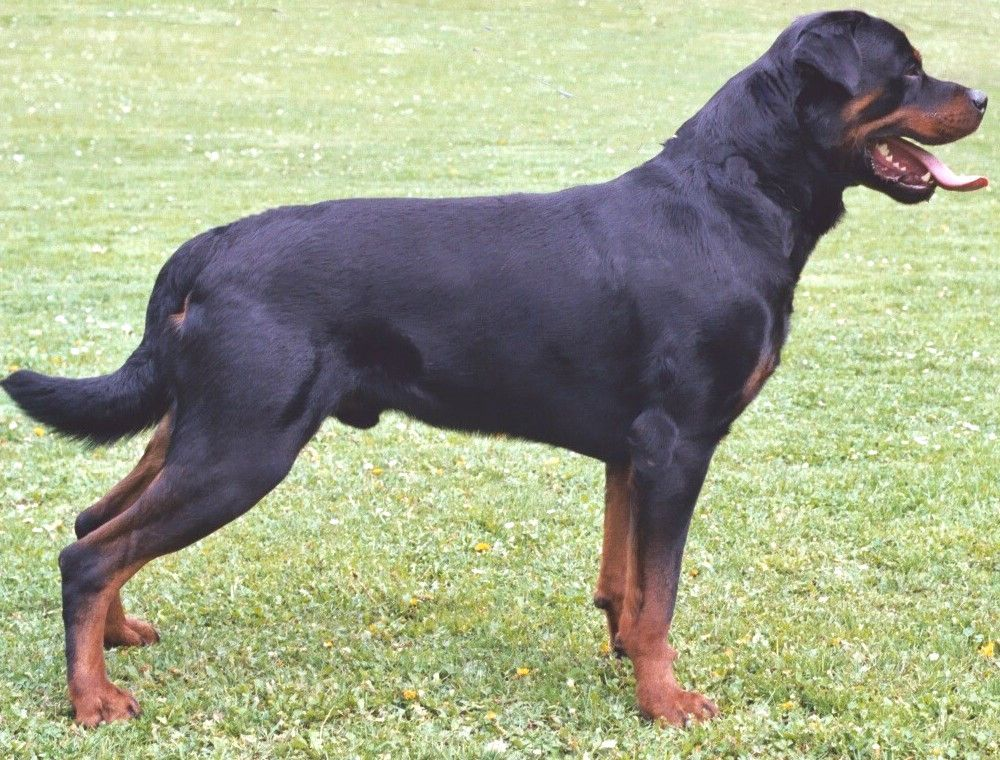
Rottweiler